# Pour Ávila
Pour Ávila (en espagnol : Por Ávila) est un parti politique espagnol de type régionaliste fondé en janvier 2019 à la suite d'une scission du Parti Populaire de la province d'Ávila.

## Description
En janvier 2019, plusieurs membres du Parti populaire de la province d'Ávila — proches du président de la députation provinciale Jesús Manuel Sánchez Cabrera — quittent celui-ci et fondent Pour Ávila dans le but se servir les intérêts de la province « et non pas ceux dictés depuis Madrid ou Valladolid ». José Ramón Budiño, chef du protocole de la députation, en prend la tête. Le mois suivant, le parti demande officiellement à Sánchez Cabrera — encore militant du PP — d'être leur candidat à la mairie d'Ávila dans le cadre des élections municipales de mai suivant,.
Jesús Manuel Sánchez Cabrera indique le 1er mars accepter cette proposition et quitter le Parti populaire, en dénonçant le « nul intérêt » démontré pour cette province par Pablo Casado, député de la circonscription et président national du PP. Le groupe du PP à la députation enregistre alors une motion de censure contre lui. Votée le 27 mars, celle-ci aboutit à la destitution de Sánchez Cabrera et à la désignation de Carlos García González comme nouveau président.
Lors des élections municipales et après une sobre campagne électorale, Pour Ávila obtient une majorité relative de 11 conseillers municipaux sur 25, devançant le PP, le PSOE et Ciudadanos qui obtiennent respectivement six, six et deux conseillers. Sánchez Cabrera est officiellement investi maire d'Ávila le 15 juin 2019, ce qui met fin à 28 ans de domination du Parti populaire. XAV obtient également quatre mandats de députés à la députation provinciale. Lors des élections aux Cortes de Castille-et-León qui ont lieu le même jour, Pour Ávila remporte l'un des sept mandats en jeu dans la circonscription d'Ávila.
XAV devient déterminant dans la politique régionale en novembre 2021 après la perte de la majorité absolue que détenait le gouvernement de coalition d'Alfonso Fernández Mañueco, notamment pour l'adoption du budget de Castille-et-León pour lequel il exige des investissements pour la province d'Ávila et la non dissolution du parlement régional.

## Résultats électoraux

### Aux Cortes de Castille-et-Léon
| Année | Chef de file  | Voix   | %    | Sièges | Rang | Gouvernement |
| ----- | ------------- | ------ | ---- | ------ | ---- | ------------ |
| 2019  | Pedro Pascual | 9 455  | 0,69 | 1 / 81 | 7e   | Opposition   |
| 2022  | Pedro Pascual | 13 875 | 1,14 | 1 / 81 | 9e   | Opposition   |

### Aux Cortes Generales
| Année   | Chef de file             | Congrès des députés | Congrès des députés | Congrès des députés | Congrès des députés | Sénat | Gouvernement |
| Année   | Chef de file             | Voix                | %                   | #                   | Sièges              | Sénat | Gouvernement |
| ------- | ------------------------ | ------------------- | ------------------- | ------------------- | ------------------- | ----- | ------------ |
| 11/2019 | Gonzalo González de Vega | 5 416               | 5,79                | 6e                  | 0 / 3               | 0 / 4 | Opposition   |